# Isomerala bouceki
Isomerala bouceki is een vliesvleugelig insect uit de familie Eucharitidae. De wetenschappelijke naam is voor het eerst geldig gepubliceerd in 2005 door Heraty.